# Quintal da Música

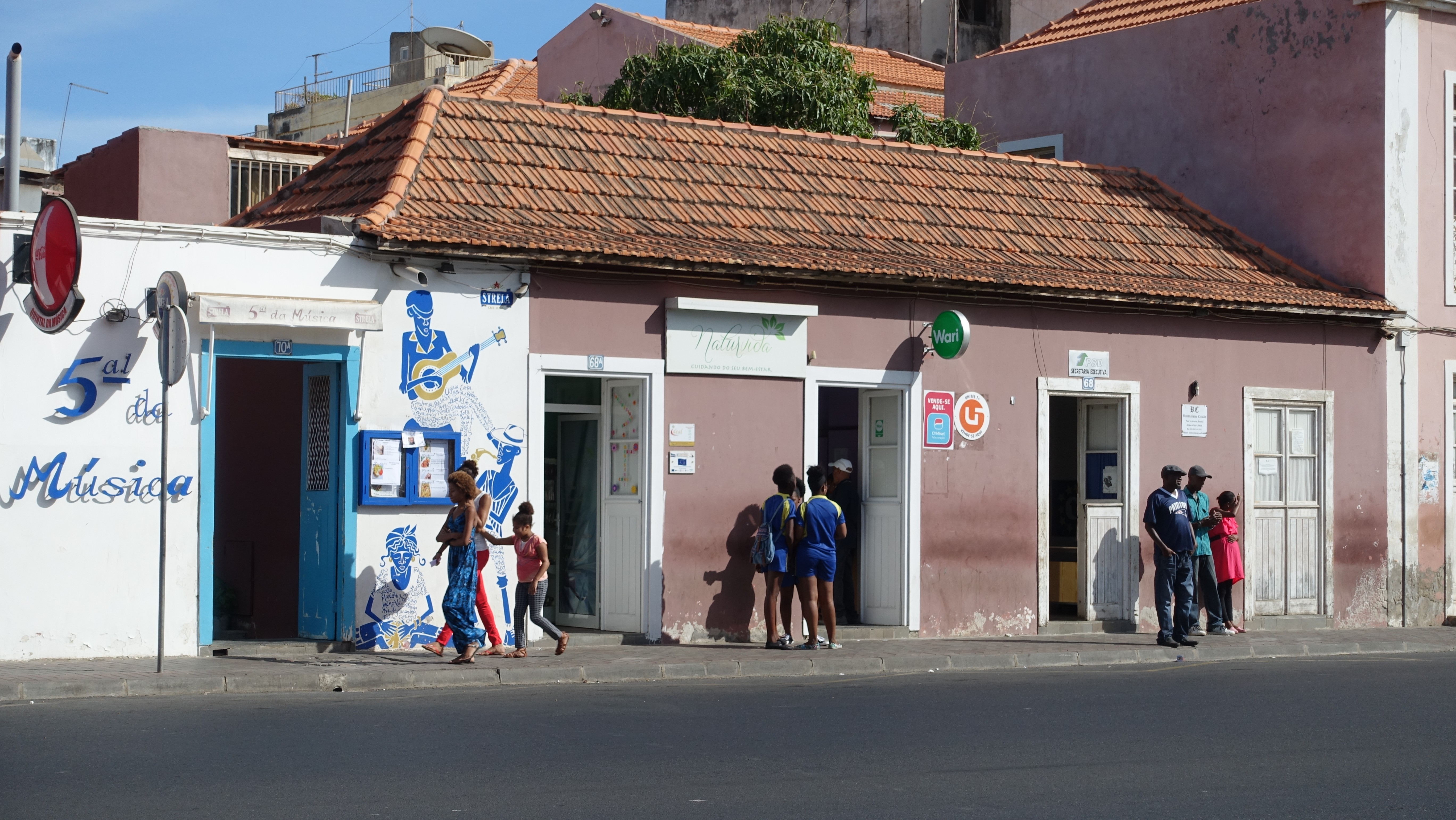
Quintal da Música

Quintal da Música, auch: 5tal da Música ist eine Musikkneipe im Stadtzentrum von Praia, dem Viertel Plateau (Platô). Der Pub befindet sich an der Adresse 70A Avenida Amílcar Cabral im Nordteil des Viertels, gegenüber Rua António Pusich und südlich der Rua António Macedo. Es ist einer der bekanntesten und meistbesuchten Music Pubs in Kap Verde.
In der Nähe befindet sich das Museu Etnográfico da Praia (SO) und das PAICV-Büro (NO).

## Musikprogramm
Der Musik-Club veranstaltet musikalische Programme zu traditioneller kapverdischer Music mit Batuque, Funaná und Coladeira. Viele große kapverdische Musiker sind in der Kneipe aufgetreten.
Es werden auch traditionelle Gerichte serviert, unter anderem das Cachupa rica nach Hausrezept.

## Architektur
Das Gebäude ist im neoklassischen Kolonialstil erbaut. Drei Läden nutzen einen Teil eines Anbaus. Das Hauptgebäude ist einstöckig mit flachem Dach und ist weiß gestrichen. Der Eingang ist in Blau gefasst und auch der Name ist blau geschrieben. An der Südseite des Gebäudes sind drei Musiker dargestellt. Die Namen der größten kapverdischen Sänger und Künstler und Schriftsteller, unter anderem Toni Lima, Cesária Évora, Janinho Évora, Bana, Biloca, Kaká Barbosa, Katchá, Nho Beta Renato Cardoso, Orlando Pantera, António Travadinha, Vadú, Fernando Quejas, Jotamont, Monica Marta, Nacia Gomi, Lela Violão, Mário de Melo, Mano Kolá, Tazinho, Mérida, Tchota, Cesário Soares und Abílio Almeida, sowie Ildo Lobo, Armando de Pina, Manuel de Novas, Abílio Duarte und Djunga, sind dort verewigt.